# ابن بيبي
ابن بيبي، كان مؤرخاً ومؤلف في تاريخ سلاجقة الروم أثناء القرن الثالث عشر، وهو من الفرس.
شغل منصب رئيس مستشاري السلطنة في قونية. أشهر كتبه «أوامر العلائية في الأمور العلائية»

## حياته
كان والد ابن بيبي من جرجان وعاش في بلاط جلال الدين منكبرتي ثم عمل في مقر مستشارية السلاجقة. كانت والدته منجّمة شهيرة من نيسابور دعاها إلى قونية كيقباد الأول. كانت الأسرة من المثقفين الفرس المهاجرين من إمبراطورية المغول إلى إيران.
كتب ابن بيبي مذكراته باللغة الفارسية وغطت الفترة ما بين عامي 1192 و1280 ثمة مخطوطة أنتجها لكيخسرو الثالث محفوظة في إسطنبول (أيا صوفيا 2985). كما أنتجت نسخة مختصرة بالفارسية سميت «المختصر» في الفترة من 1284-85. توجد العديد من مخطوطاته في مكتبات أنقرة وبرلين وإسطنبول ومكتبة جامعة لايدن وسانت بطرسبرغ وموسكو ومكتبة فرنسا الوطنية.